# Старокулаткинський район
Старокулаткинський район (рос. Старокулаткинский район) — адміністративно-територіальна одиниця (район) та муніципальне утворення (муніципальний район) у південно-західній частині Ульяновської області Росії.
Адміністративний центр — робітниче селище Стара Кулатка.

## Історія
Район утворений у 1928 році у складі Кузнецького округу Середньо-Волзького краю.

## Населення
| 1939    | 1959    | 1970    | 1979    | 1989    | 2002    | 2009    |
| ------- | ------- | ------- | ------- | ------- | ------- | ------- |
| 24 728  | ↘23 107 | ↗25 243 | ↘22 527 | ↘19 370 | ↘17 505 | ↘14 905 |
| 2010    | 2011    | 2012    | 2013    | 2014    | 2015    | 2016    |
| ↘14 731 | ↘14 650 | ↘14 183 | ↘13 652 | ↘13 160 | ↘12 677 | ↘12 238 |
| 2017    | 2018    | 2019    | 2020    | 2021    |         |         |
| ↘11 907 | ↘11 634 | ↘11 245 | ↘10 959 | ↘10 161 |         |         |